# 3346 Gerla
3346 Gerla este un asteroid din centura principală, descoperit pe 27 septembrie 1952, de Sylvain Arend.